# Jasenovo (Słowacja)
Jasenovo – wieś i gmina (obec) w powiecie Turčianske Teplice, kraju żylińskim, w północno-centralnej Słowacji. Wieś została założona w 2. połowie XIV wieku; w 1495 roku wzmiankowana pod nazwą Kenenfeld.